# بورتو فيرو
بورتو فيرو (بالإيطالية: Porto Viro)‏ هي مدينة في مقاطعة روفيغو في فينيتو في إيطاليا.

## السكان
في سنة 1871 بلغ عدد السكان 8٬898 نسمة، وتطور العدد ليصل في سنة 2011 لـ 14٬656 نسمة.
يظهر هذا المخطط البياني تطور النمو السكاني لـ بورتو فيرو

## توأمة
لبورتو فيرو اتفاقيات توأمة مع كل من:
- مانغالايا
- Veranópolis [الإنجليزية]‏

## وصلات خارجية
- الموقع الرسمي